# Alan Gordon (piłkarz)
Alan Eugene Gordon II (ur. 16 października 1981 w Long Beach) – amerykański piłkarz występujący najczęściej na pozycji napastnika.  Reprezentant Stanów Zjednoczonych.

## Życiorys

### Początki
Gordon jako nastolatek przeniósł się do Gilbert. Uczęszczał do Yavapai College, gdzie grał w uniwersyteckiej drużynie Yavapai Roughriders. Podczas dwóch sezonów strzelił 39 goli. W latach 2002–2003 był członkiem drużyny Oregon State Beavers, w której zdobył 11 bramek w zespole juniorskim, a 15 w seniorskim.

### Kariera klubowa
Dzięki zajęciu 53. miejsca w MLS SuperDraft 2004 Gordon dostał się do zespołu Los Angeles Galaxy. Nosił numer 16 na koszulce. Z Galaxy został wypożyczony do drugoligowego Portland Timbers. Tam z 17 golami na koncie został królem strzelców ligi. Został odznaczony tytułem odkrycia roku i finalistą nagrody MVP. Po zakończeniu sezonu wrócił do Galaxy. Podczas sezonu 2006 zdobył dla tego zespołu 4 gole i został ponownie wypożyczony do Portland Timbers. Tym razem rozegrał tam jedno spotkanie.
21 lipca 2007 w towarzyskim spotkaniu z Chelsea został zmieniony w 78 minucie przez Davida Beckhama, dla którego był to pierwszy występ w Los Angeles Galaxy. 16 kwietnia 2008 zdobył 2 gole w spotkaniu z Chivas USA (5:2). Ogółem w sezonie 2008 strzelił 5 bramek i zanotował 7 asyst.
Latem 2010 został piłkarzem Chivas USA. W 2011 roku najpierw grał w Toronto FC, a następnie przeszedł do San Jose Earthquakes. W 2014 wrócił do Galaxy.
Następnie grał w klubach Colorado Rapids i Chicago Fire.

## Osiągnięcia

### Klubowe
Los Angeles Galaxy
- Zdobywca MLS Cup: 2005, 2014
- Mistrz Western Conference: 2009

### Indywidualne
- Król strzelców drugiej ligi amerykańskiej: 2004